# Chuka Umunna
Chuka Harrison Umunna, né le 17 octobre 1978 à Londres, est un homme politique britannique, qui a été membre du Parti travailliste avant de rejoindre en février 2019 The Independent Group, puis en juin cette même année, les Libéraux-démocrates.
Député pour Streatham à partir 2010, il devient en 2011 membre du cabinet fantôme, en tant que secrétaire d'État au Commerce, à l'Innovation et au Savoir-faire. 
Tentant une réélection comme député libéral-démocrate dans Cities of London and Westminster en 2019, il est battu par la candidate conservatrice Nickie Aiken.

## Biographie
Chuka Umunna est le fils d'un père nigérian de l'ethnie igbo et d'une mère anglo-irlandaise, Patricia fille de sir Helenus Milmo (en), procureur britannique aux procès de Nuremberg, ce qui lui donne droit à la double nationalité.
Il est élève au St Dunstan's College (en) à Catford. Il fait ensuite des études de droit anglais et droit français à l’université de Manchester où il obtient un Bachelor of Laws (LLB), à l'université de Bourgogne à Dijon et l'école de droit de Nottingham où il obtient un Master of Laws. Il devient avocat d'affaires à la City.
Lors des élections générales britanniques de 2010, il entre au Parlement comme député de Streatham, où il s'enregistre à la commission des Finances. Il devient dix-huit mois plus tard membre du cabinet fantôme, en tant que secrétaire d'État au Commerce, à l'Innovation et au Savoir-faire du cabinet fantôme. Il est réélu en 2015 alors que les travaillistes perdent des sièges lors du scrutin au profit des conservateurs de David Cameron.
Le 18 février 2019, il fait partie des sept députés à quitter le Labour pour former The Independent Group. Le 13 juin 2019, il décide de rejoindre les Libéraux-démocrates.